# ولدما بندولوسکی

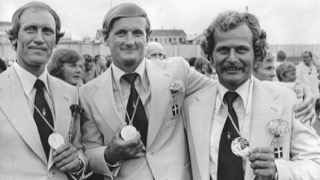
ولدما بندولوسکی نفر وسط

ولدما بندولوسکی (دانمارکی: Valdemar Bandolowski؛ زادهٔ ۱۷ فوریهٔ ۱۹۴۶) قایقران قایق بادبانی اهل دانمارک بود.